# Tongdosa

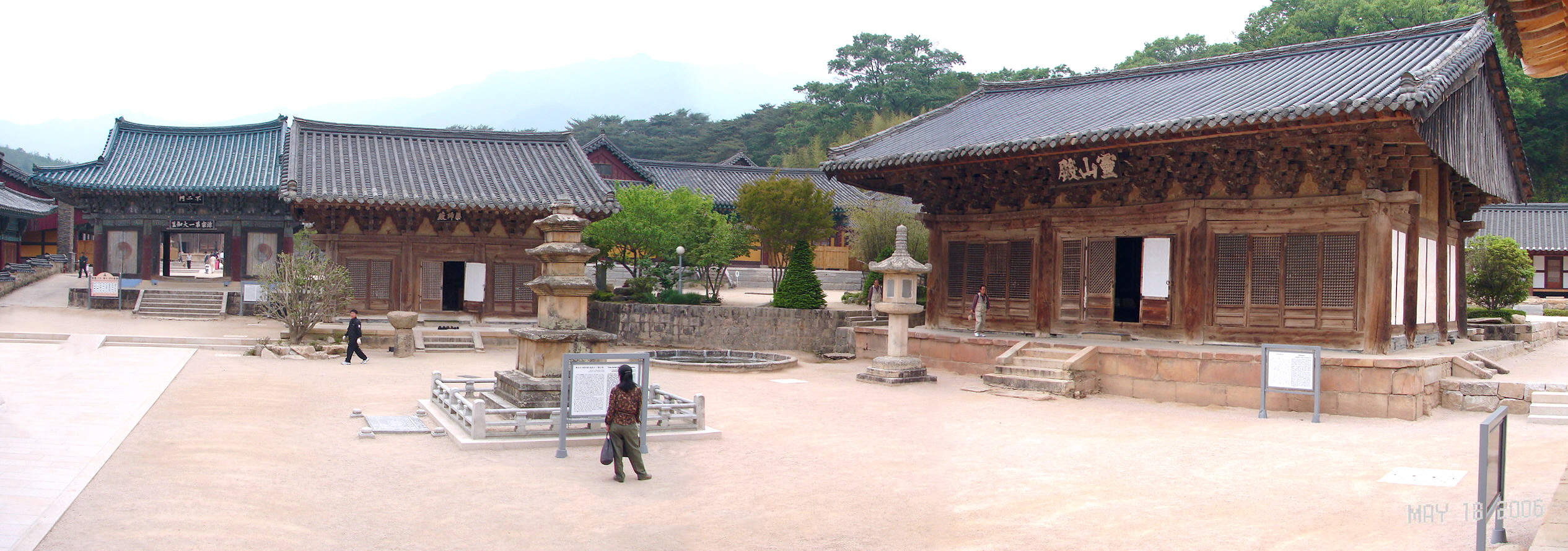
Tor des Nicht-Urteilens (links), Halle der Freundlichkeit (Mitte) und Youngsanjeon (rechts) Dreistöckige Stein Pagode (Mitte Vordergrund)

Der Tongdo-Tempel (Tongdosa, so viel wie „Tempel der Erlösung der Welt durch vollkommene Ehrlichkeit“) ist einer der Haupttempel des buddhistischen Jogye-Ordens  (대한불교조계종, 大韓佛敎 曹溪宗). Er liegt an der Südflanke des Chiseosan-Berges in der Nähe der Stadt Yangsan in der Provinz Gyeongsangnam-do in Südkorea.
Tongdosa ist einer der drei Tempel der drei Juwelen. Er steht für Buddha Siddhartha Gautama den Begründer des Buddhismus. Der Tempel wird bis heute aktiv als Seon-Kloster genutzt (선, 禪).
Die Besonderheit von Tongdosa ist, dass es dort keine Buddha-Statuen unter freiem Himmel gibt. Das hat damit zu tun, dass in diesem Kloster Reliquien aufbewahrt werden, die vom Religionsstifter Buddha Siddhartha Gautama stammen sollen. Die Reliquien sind über mehrere Stupas (Pagoden) auf dem Tempelgelände verteilt.

## Geschichte
Nachdem der buddhistische Mönch Jajang (자장) von einer Studienreise aus China zurückgekehrt war, gründete er im Jahre 646 das Kloster Tongdosa. Dies war während der Herrschaft von Königin Seondeok, die von 632 bis 647 herrschte. Das Kloster blühte während der gesamten Periode des vereinigten Silla-Reiches und des daran anschließenden Goryeo-Reiches. In dieser Periode, war der Buddhismus Staatsreligion. Selbst in der darauf folgenden Joseon-Dynastie, in der der Einfluss des Buddhismus stark beschnitten wurde, behielt Tongdosa eine vergleichsweise starke Stellung.
Das Kloster beherbergt eine Reihe von Reliquien, die angeblich auf  den Religionsstifter Siddharta Gautama Shakyamuni zurückgehen sollen. Darunter ein Umhang, seine Bettelschale und ein Knochensplitter seines Schädels. Der Gründer des Klosters, Jajang, hatte diese Reliquien zum Abschied erhalten, nachdem er mit 10 weiteren Mönchen in China studiert hatte.
Nur ein Gebäude, Daeungjeon (대웅전, die Haupt-Dharma-Gebetshalle), überstand den Imjin-Krieg (1592–1598), alle anderen Gebäude sind jüngeren Datums.
Auf der Höhe seiner Blüte, ungefähr in der Mitte des 15. Jahrhunderts, soll Tongdosa hunderte von Gebäuden umfasst haben und es sollen Tausende von Mönchen dort gelebt haben.
Von der Tempelkerze wird gesagt, dass seit mehr als 1300 Jahren, ohne Unterbrechung, immer die nächste Kerze an der niedergebrannten Kerze entzündet wurde, so dass die Flamme in diesen mehr als 1300 Jahren nie erloschen sei.

### Legende
Einer Legende nach gründete Jajang das Kloster in der Nähe eines großen Teiches, in dem neun böse Drachen hausten. Jajang drang auf die Drachen ein, zu verschwinden, indem er eine buddhistische Schrift rezitierte. Aber die Drachen widerstanden. Daraufhin schrieb er das Chinesische Schriftzeichen für Feuer auf ein Blatt Papier und warf es in die Luft. Dabei schlug er mit seinem Wanderstab in den Teich, dass es spritzte. Das Wasser im Teich begann daraufhin zu sieden. Drei Drachen flogen auf, verloren die Orientierung und schellten gegen eine Klippe. Die Klippe trägt heute den Namen Drachenblut-Felsen (Yonghyeolam). Fünf weitere Drachen flogen in Richtung Südwesten in ein Tal das heute Fünf Drachen-Tal (Oryonggok) genannt wird. Der letzte Drachen, der infolge der Hitze erblindet war, gelobte, wenn Jajang sein Leben schonen und erlauben würde zu bleiben, den Tempel für alle Zeiten zu schützen. Jajang erlaubte ihm, als Wächter des Tempels im Teich zu bleiben. Bis heute existiert neben der Haupthalle des Tempels der Neun-Drachen-Teich (Guryongji).

## Traditioneller Aufbau
Bei allen individuellen Unterschieden folgt der Aufbau eines Tempels einem weitgehend einheitlichen Grundmuster.
Während der langen Geschichte des Klosters wurde das Buri-Tor (Burimun) mehrfach neu errichtet. Das heutige Tor entstand gegen Ende der Joseon-Dynastie. Beim Bau achtete man darauf, dass die 3 Tore und die Gebetshalle genau in einer Linie stehen. Auf dem Bild am Anfang der Seite, ist diese Tor ganz links auf dem Bild zu sehen. Es steht unter Denkmalschutz und ist als „Materielles Kulturobjekt der Provinz Süd-Gyeongsang“ als Nummer 252 gelistet.

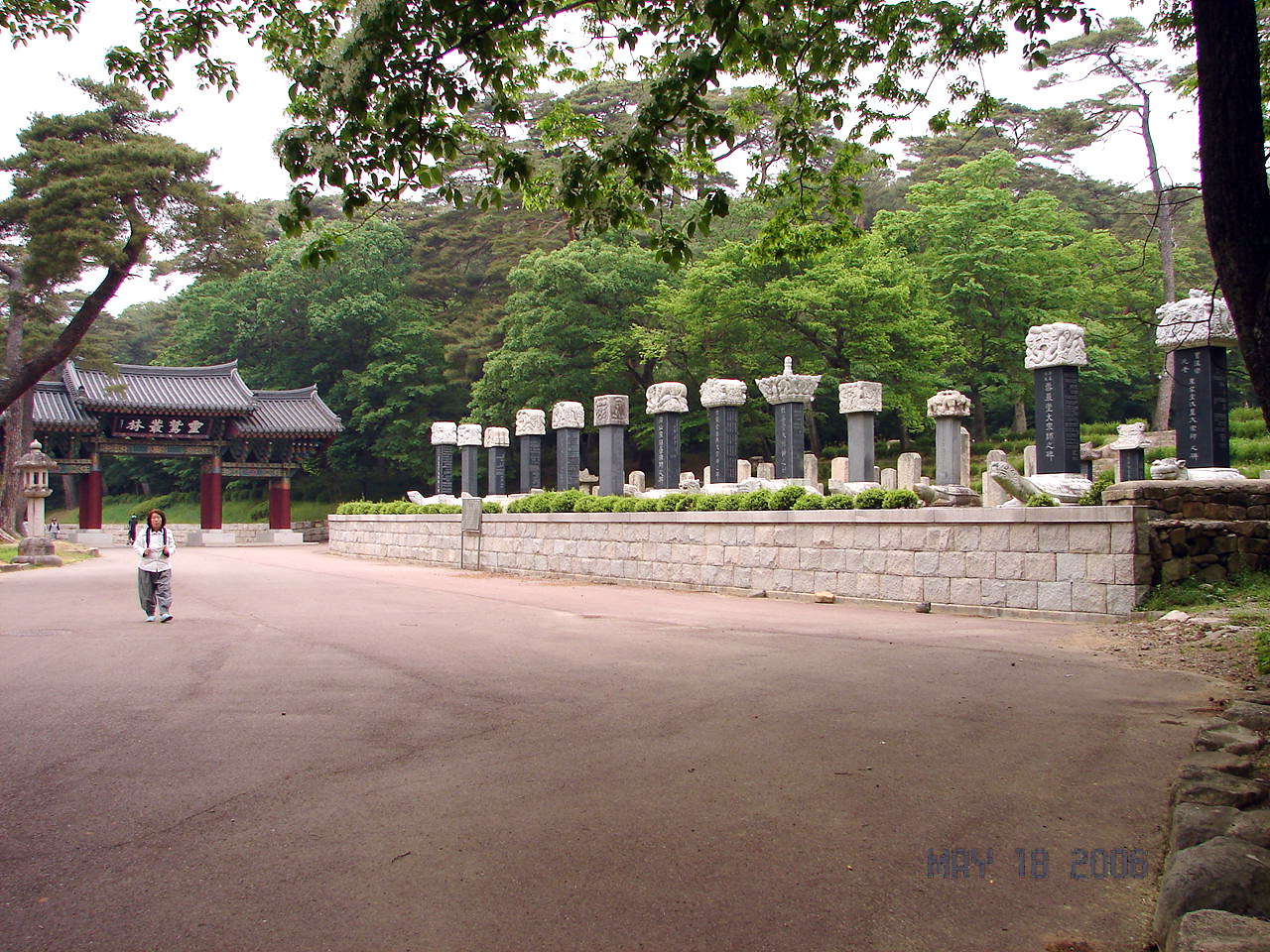
Stelen und Stupas am Eingang zu Tongdosa
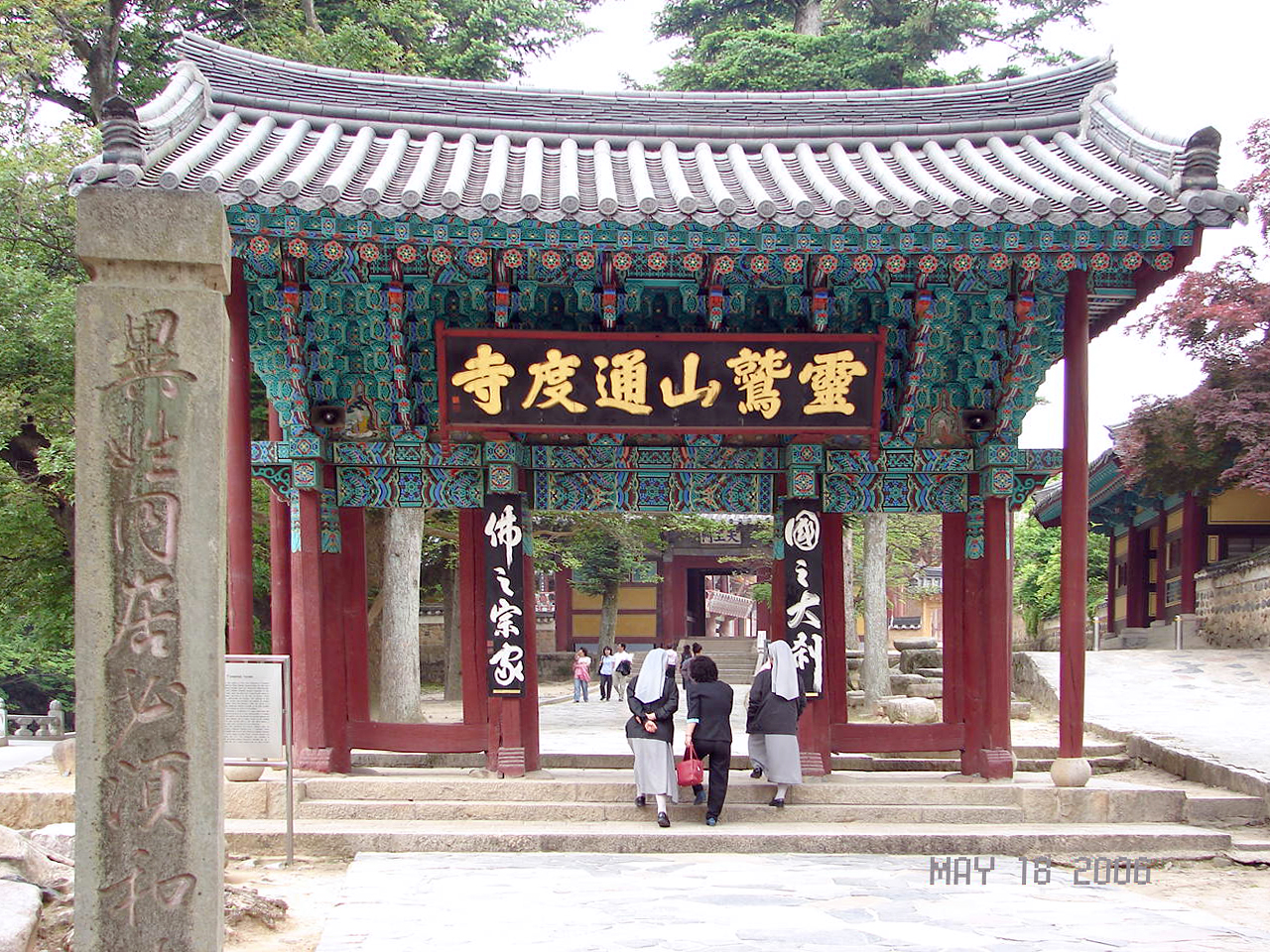
Iljumun-Tor (일주문, Ein-Pfeiler-Tor). Das erste Tor am Eingang zu Tongdosa markiert die Grenze zwischen säkularer und spiritueller Welt.
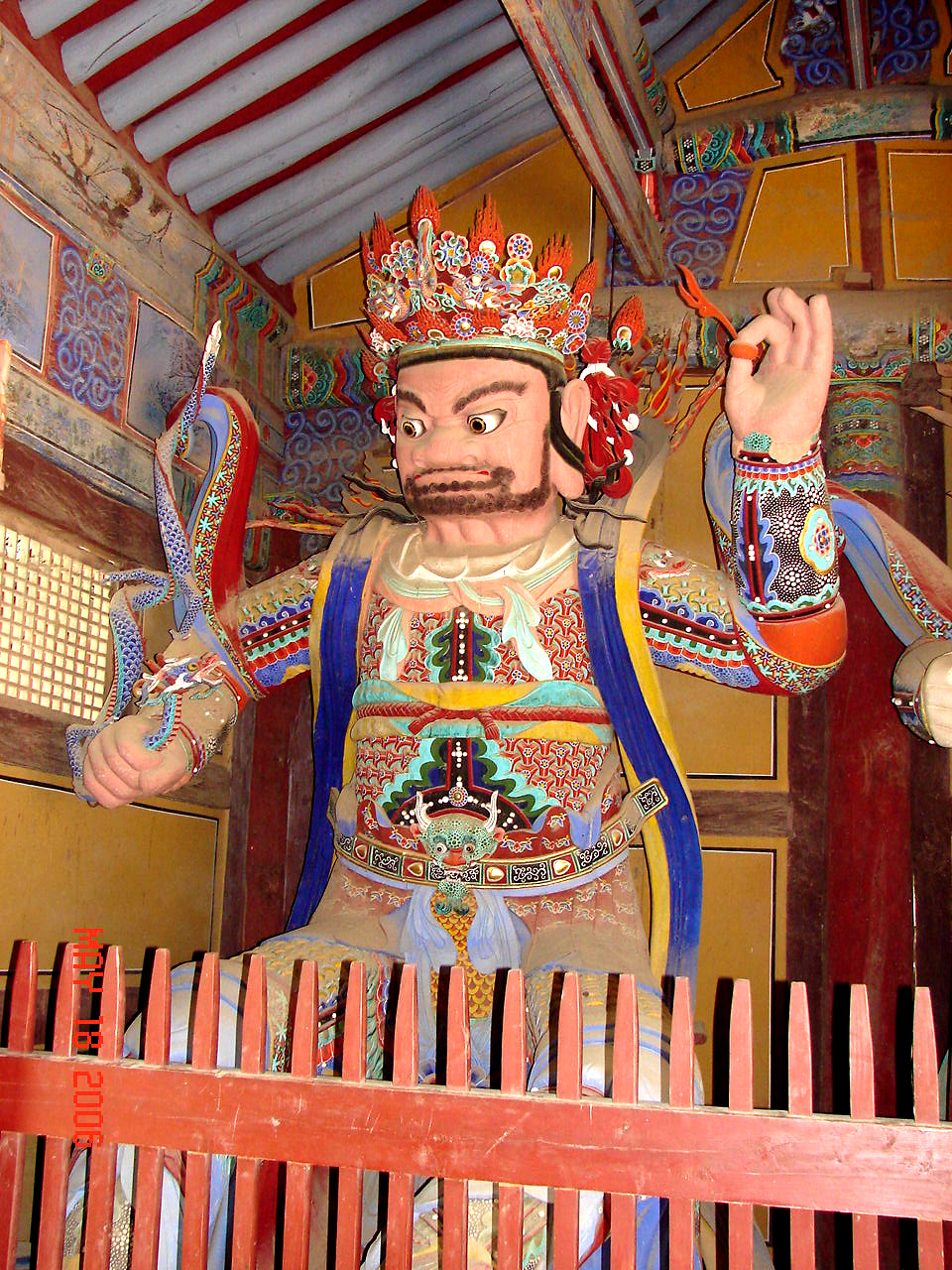
Virūpākṣa – Wächter des Westens, im Sawangchon (사왕천, Tor der Wächter der vier Himmelsrichtungen)
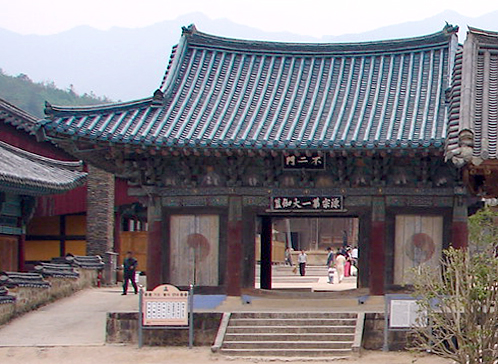
Burimun, das Tor des Nicht-Urteilens oder der Nicht-Dualität
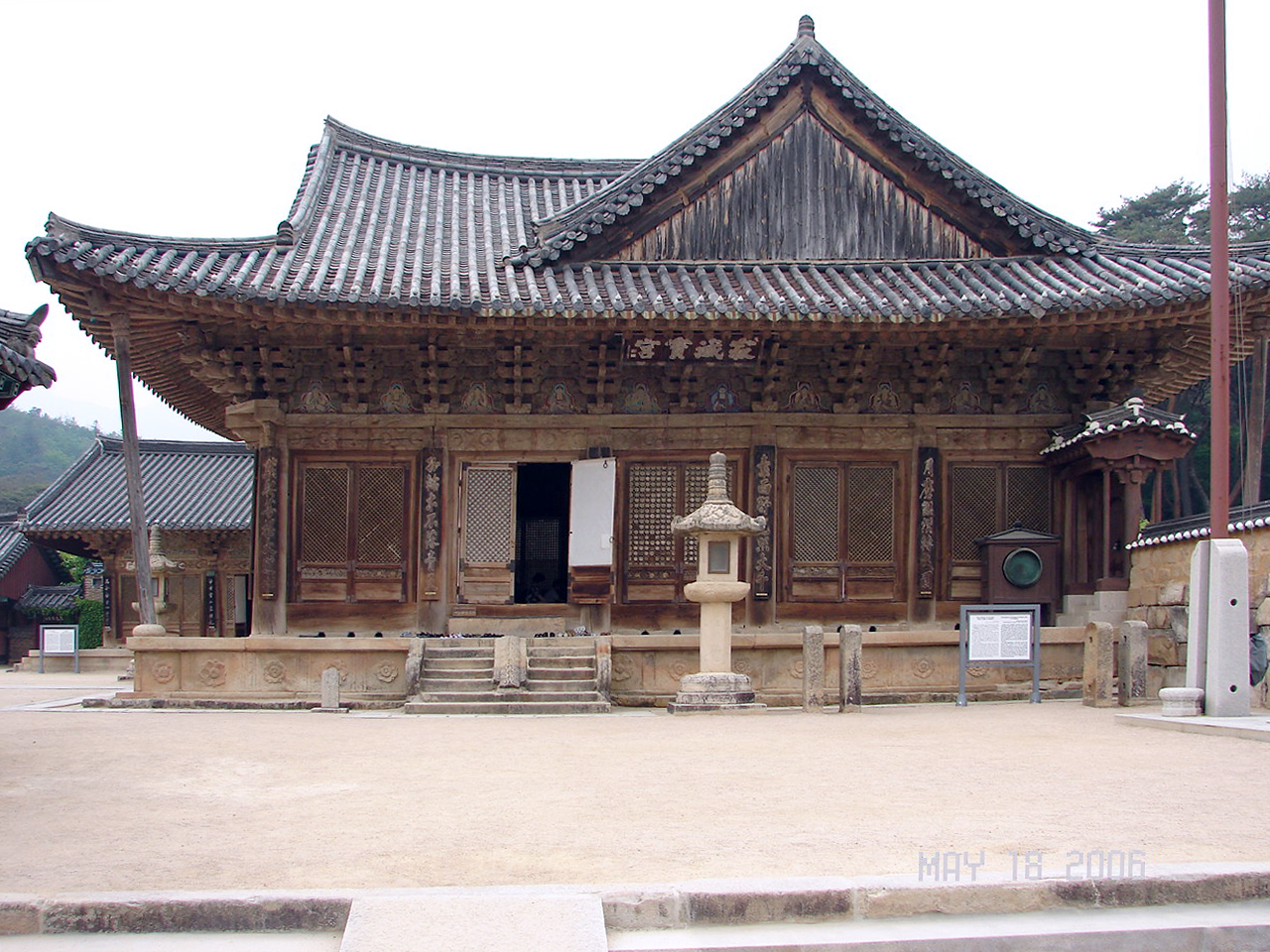
Daeungjeon, die Hauptgebetshalle, Nationalschatz Nr. 290

## Das Kloster in heutiger Zeit

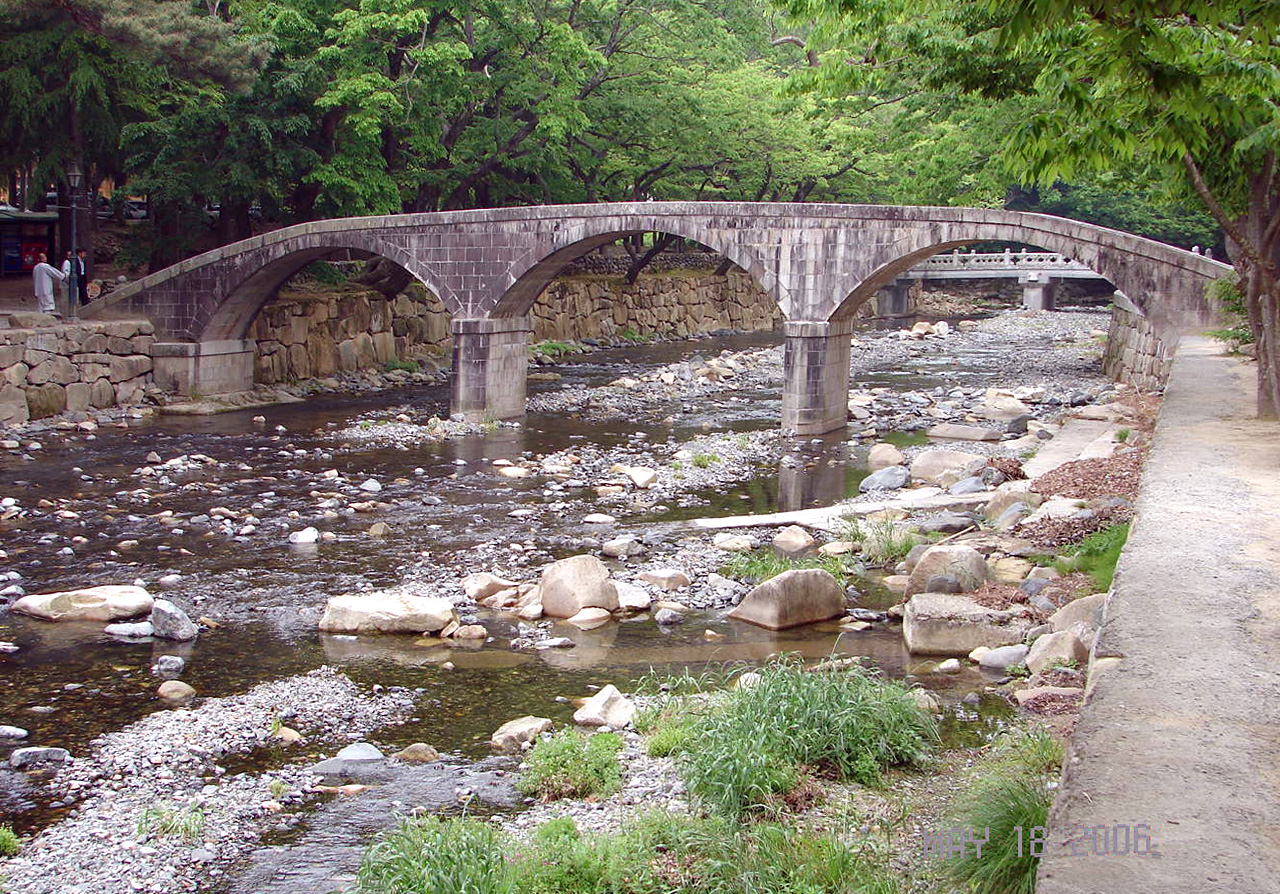
Samseongbanwol oder Brücke der Eintracht, nahe dem Eingang

Koreas größter buddhistischer Tempel, Tongdosa, wird oft auch der Tempel ohne Buddhas genannt, weil dort keine Buddhaskulpturen außerhalb von Gebäuden zu finden sind.
Stattdessen sind auf dem Klostergelände Stupas verteilt, die die vom Gründer Jajang mitgebrachten Reliquien enthalten.
Die kurvenreiche Straße, welche die Bergflanke zum Tempel hinauf führt wird Kiefern, die im Wind tanzen genannt.
Auf 65 Gebäude verteilt gibt es Altäre und Schreine für fast alles, was Buddhisten heilig ist.
Da die Gebäude zwischen Waldflächen über den Berghang verteilt sind, fällt die Größe des Klosters dem Besucher kaum ins Auge.
Zur Kloster-Anlage gehören 13 etwas abseits gelegene Einsiedeleien.
Die Gebäude unterscheiden sich deutlich in ihrem architektonischen Stil. Viele davon sind nicht bemalt, oder die Bemalung ist verblasst.
In einem der Gebäude gibt es ein Wandgemälde, das ein Boot zeigt, dass die Seelen verstorbener ins Jenseits geleitet.
Ein Museum auf dem Klostergelände, zeigt eine herausragende Sammlung von Kunstgegenständen.
Heute beherbergt das Kloster 19 Schätze aus der Klostergeschichte, sowie fast 800 weitere Gegenstände, der Kulturgeschichte, ohne lokalen Bezug.
Auf dem Weg zum Eingang des Klosters, ist die erste Brücke, auf die man trifft, die  Samseongbanwol (Drei-Bogen-Brücke). Sie symbolisiert 3 Sterne und  einen Halbmond. Zuweilen wird sie auch  die Brücke der Eintracht genannt.

## Bedeutung des Klosters

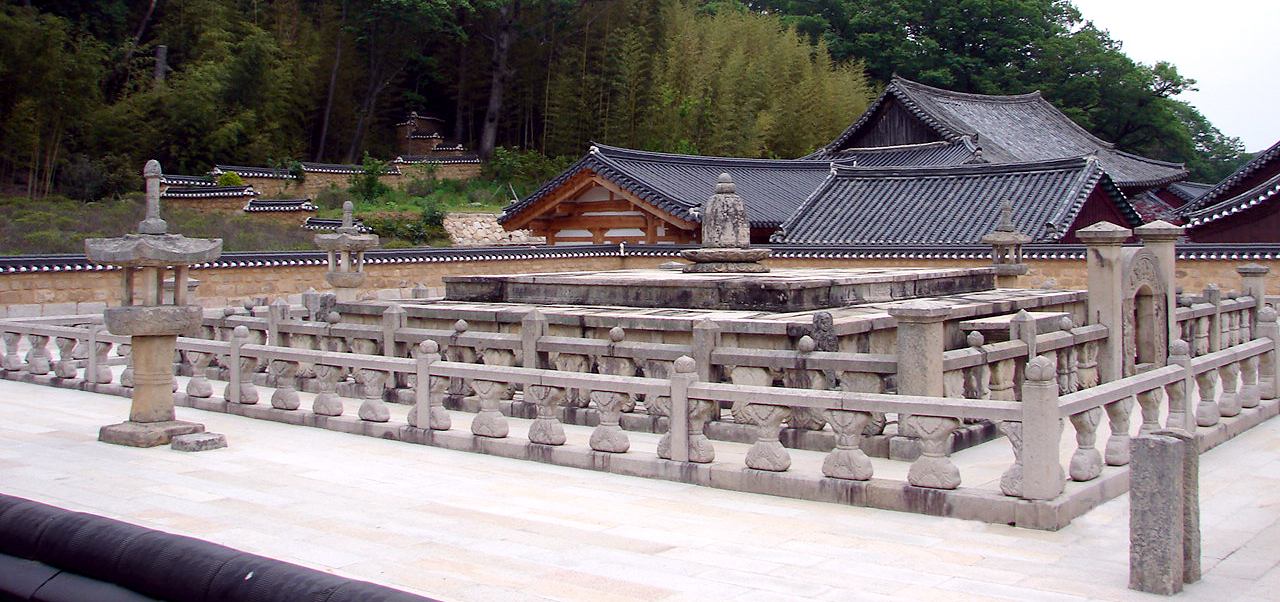
Geumgang Gyedan (Diamant Altar) hinter Daeungjeon (Haupt-Gebetshalle)

Tongdosa ist einer der fünf Tempel die in Korea Jeokmyeolbogung (적멸보궁) genannt werden. Diese fünf Tempel verfügen über Reliquien, die der Mönch Jajang von seinem Studienaufenthalt in China zurückgebracht hat und die vom Religionsstifter Siddharta Gautama Shakyamuni stammen sollen. Dies ist auch der Grund, warum Tongdosa unter den drei Sambosachal-Tempeln (Drei Juwelen) den Buddha-Juwel repräsentiert. Die Sariri, die aus seiner Asche stammen sollen, werden im Geumgang Gyedan (금강제단, Diamant Altar) aufbewahrt, eigentlich eine Stupa auf einer Terrasse, die die vor allem buddhistischen Zeremonien dient. Sie liegt direkt hinter Daeungjeon, der Hauptgebetshalle.
In der Dharma-Halle gibt es keine Buddhastatue, wie sonst üblich. An deren Stelle gibt es ein großes Fenster in der Wand, das den Blick auf den direkt dahinter liegenden Geumgang Gyedan (Diamant-Altar) ermöglicht.
Die Haupt-Gebetshalle Daeungjeon in Tongdosa ist Koreas Nationalschatz Nr. 290.

## Bildergalerie

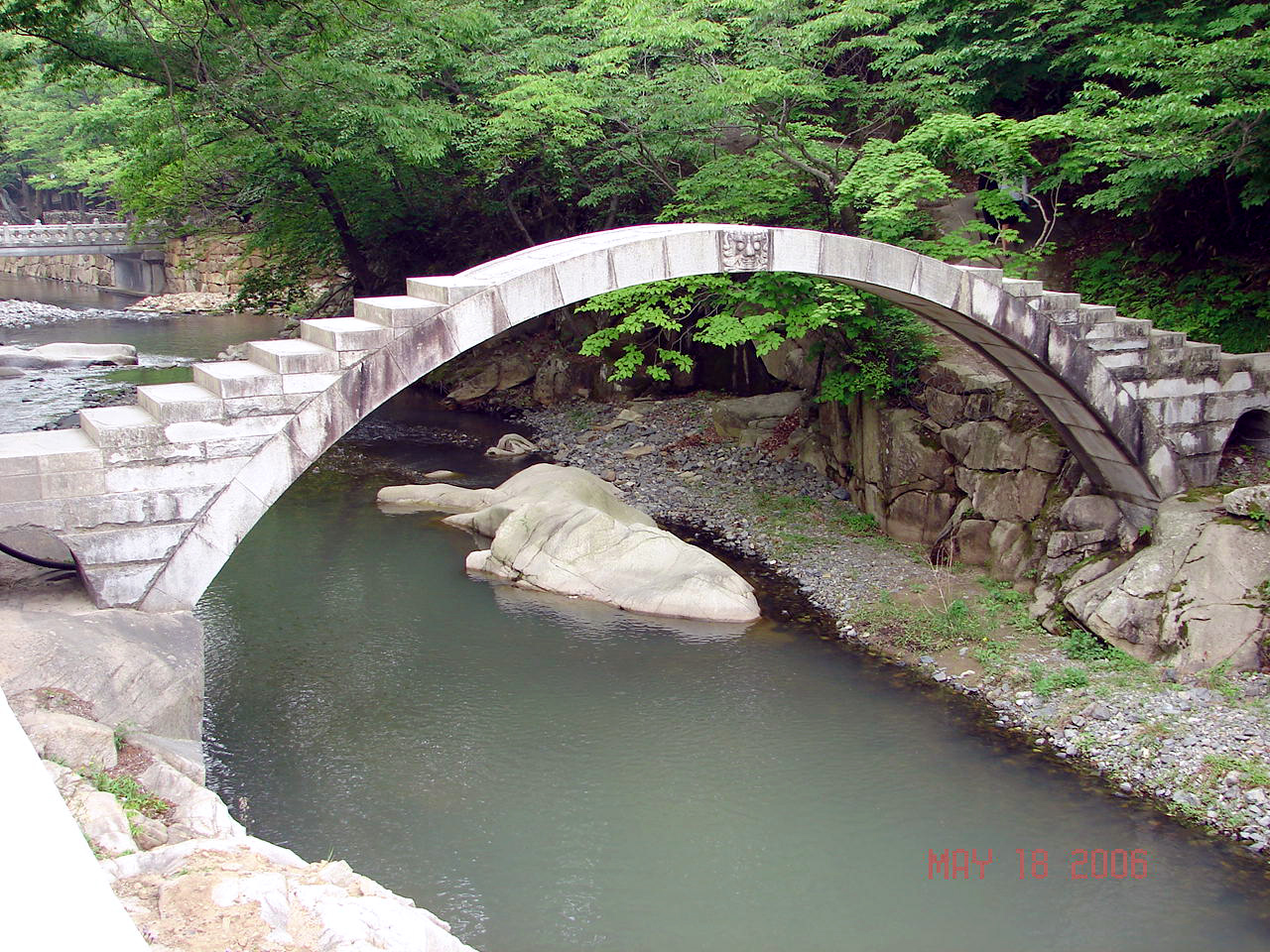
Brücke
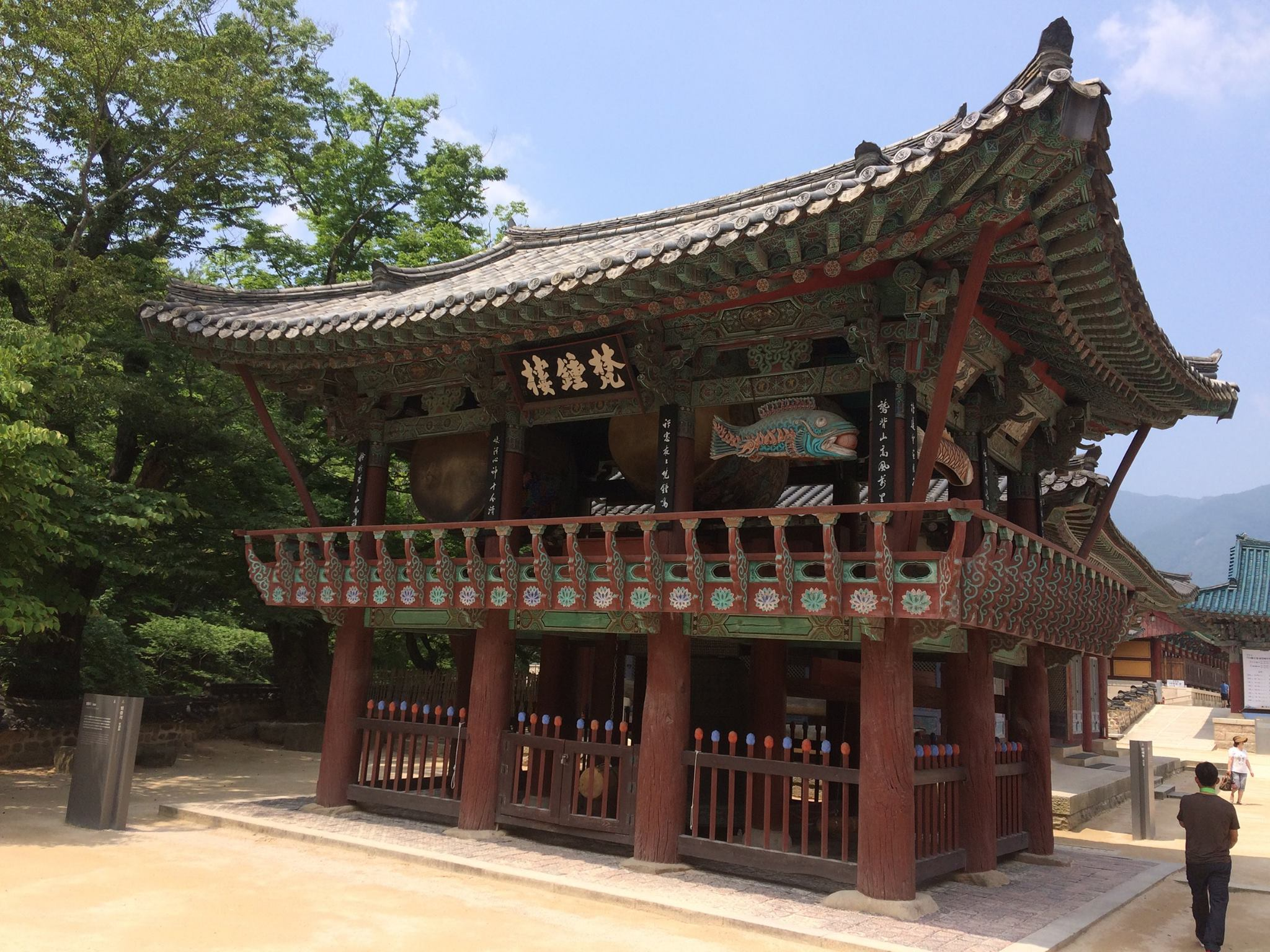
Glockenturm
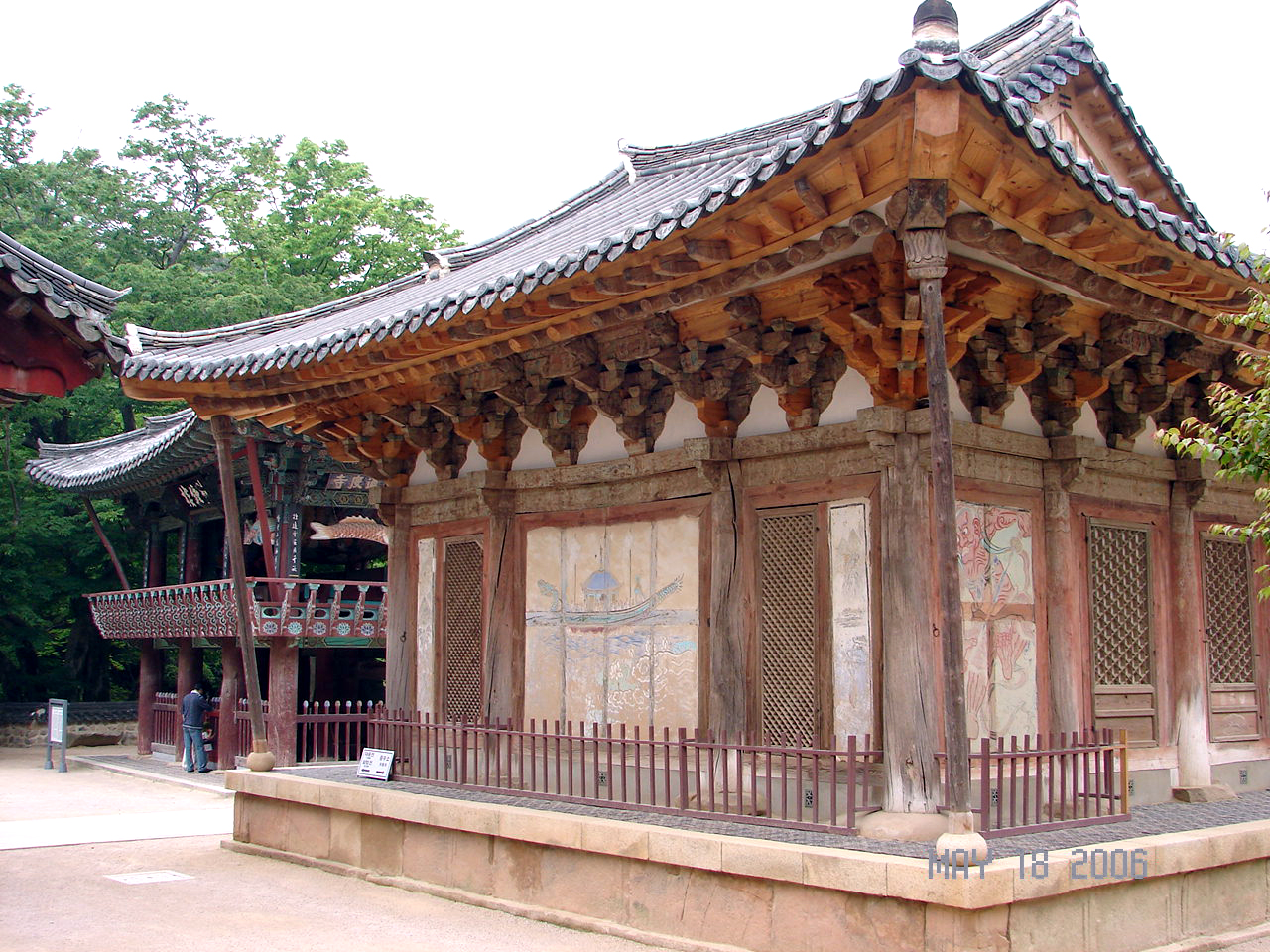
Eine der Hallen
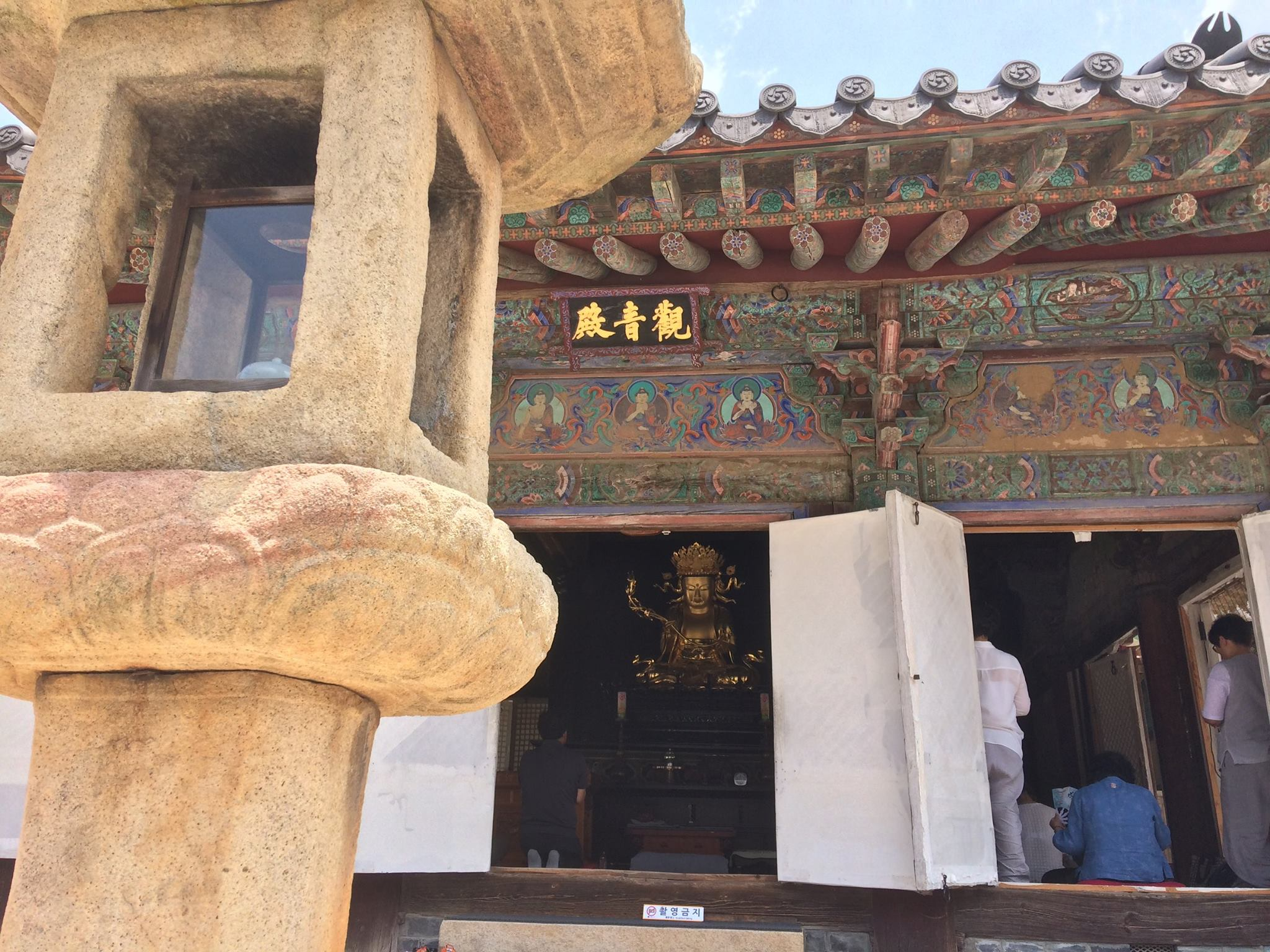
Guanyin Halle
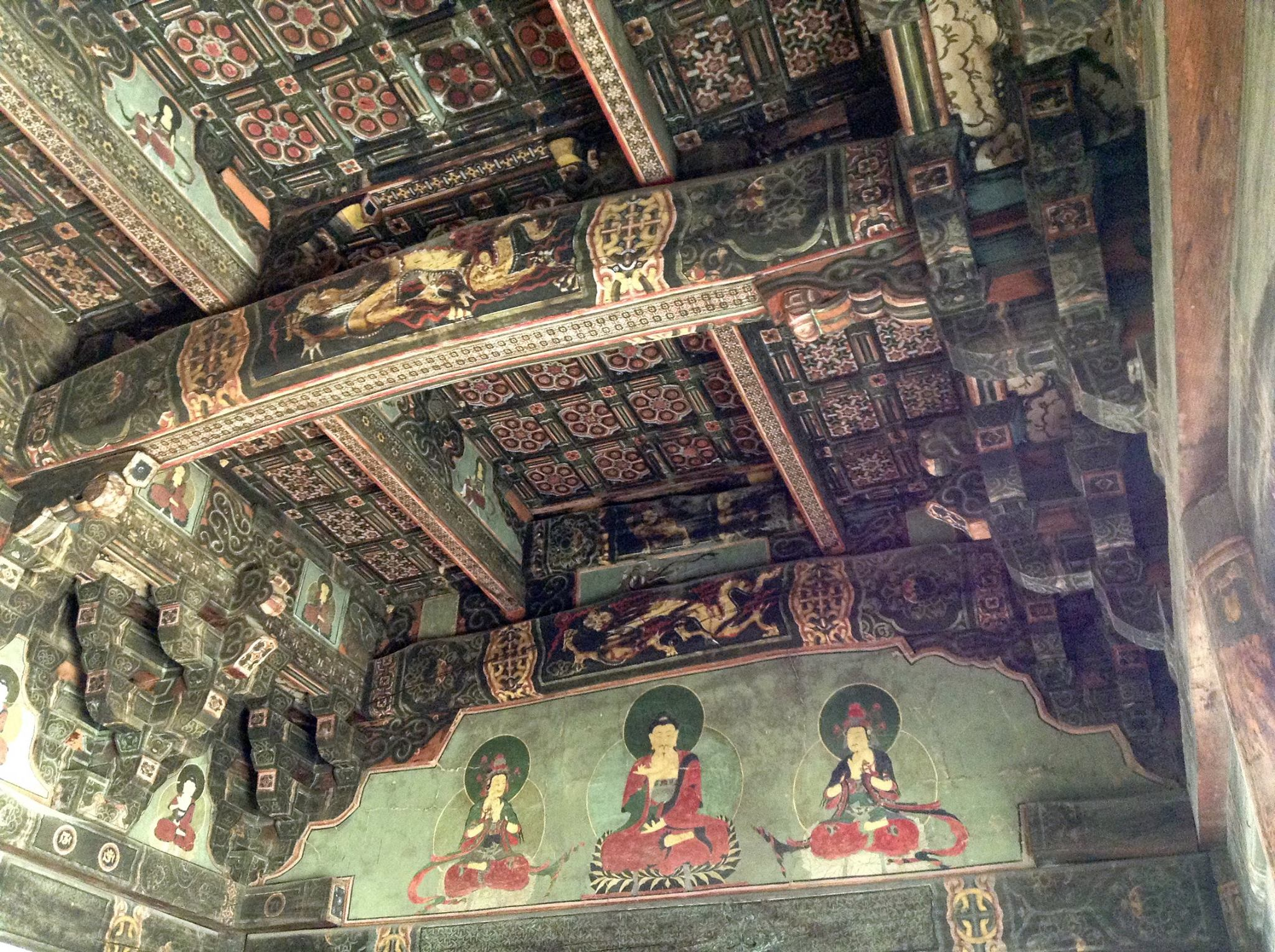
Deckenbemalung
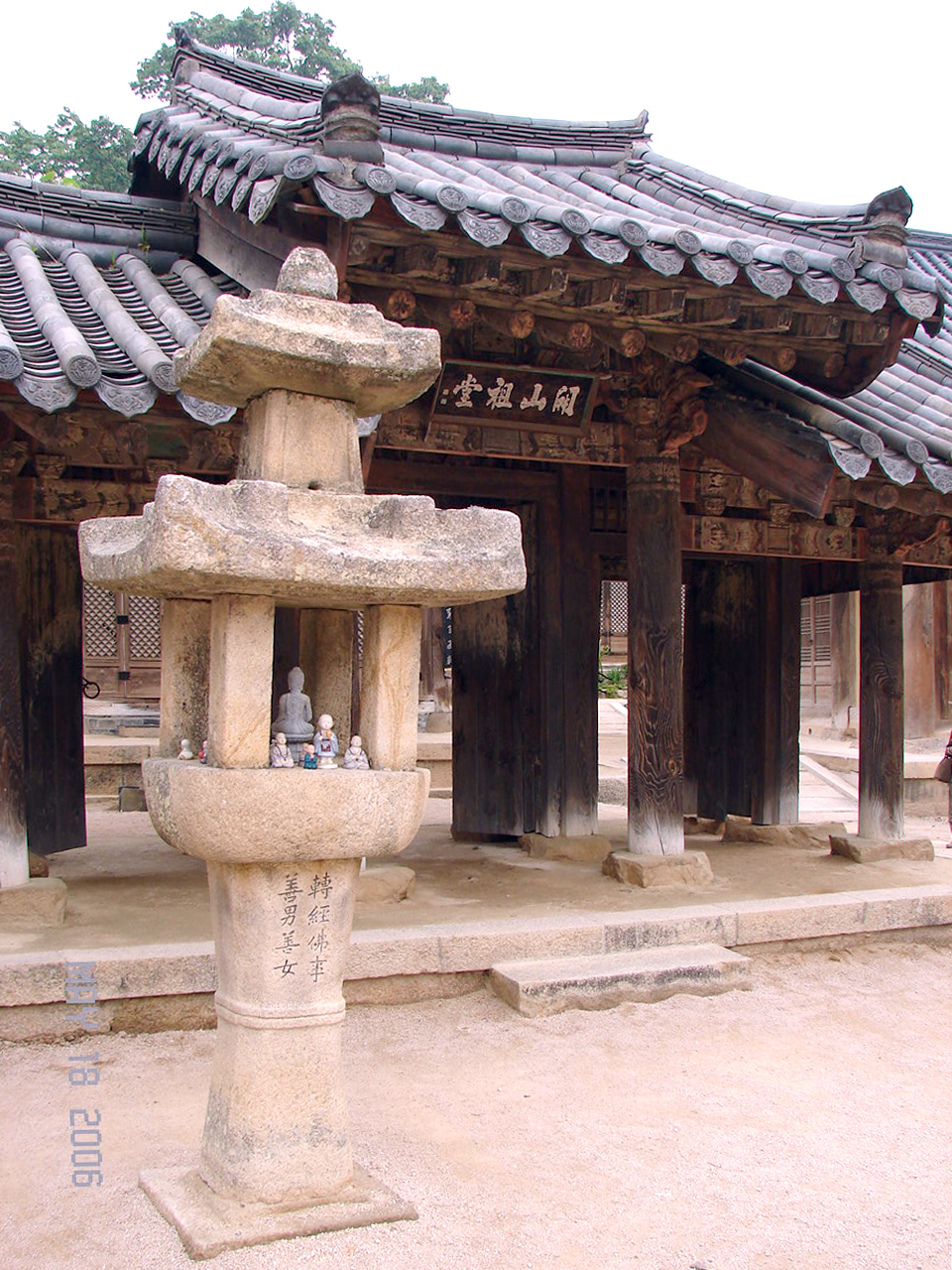
Steinlaterne und Tor
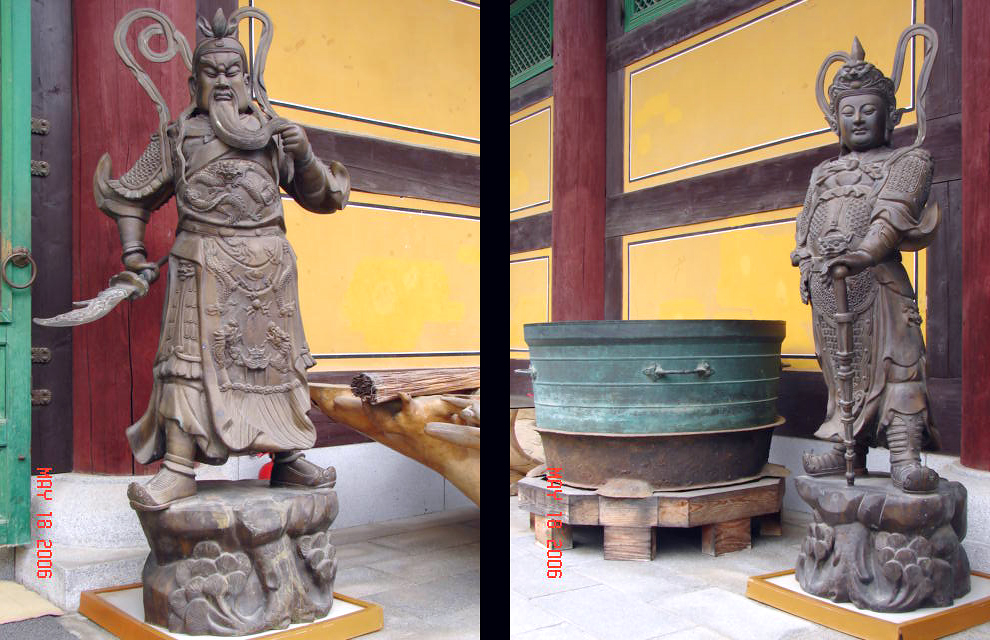
Museumsstücke
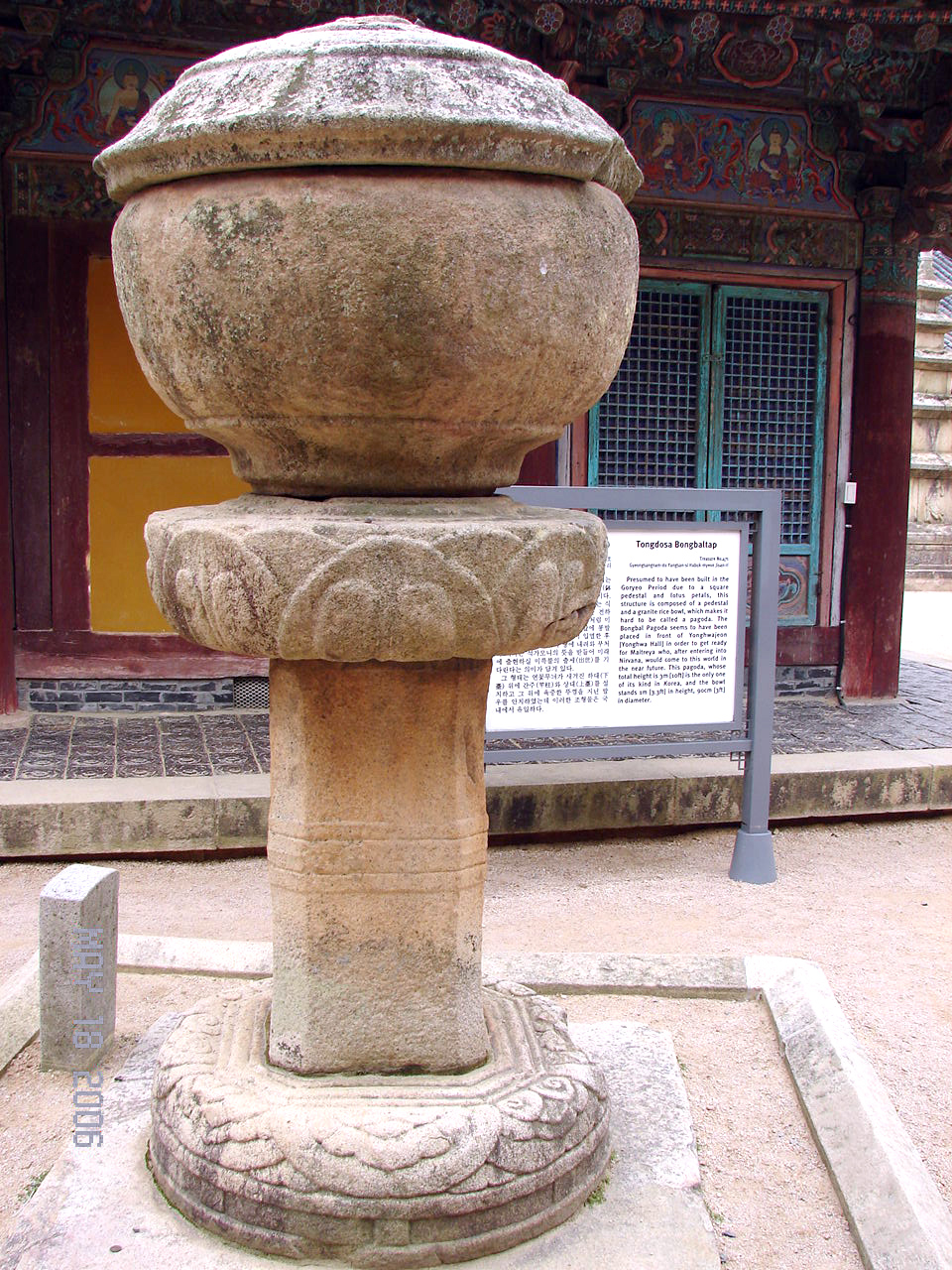
Steinlaterne